# Marignane-Gignac-Côte Bleue Football Club
 (mars 2024).
Si vous disposez d'ouvrages ou d'articles de référence ou si vous connaissez des sites web de qualité traitant du thème abordé ici, merci de compléter l'article en donnant les références utiles à sa vérifiabilité et en les liant à la section « Notes et références ».
Maillots
Actualités
Dernière mise à jour : 1er novembre 2024.
Le Marignane-Gignac-Côte Bleue Football Club est un club de football français fondé en 1924 et situé à Marignane dans la banlieue nord-ouest de Marseille.
Originellement créé sous le nom de l'Union sportive de Marignane, le club fusionne en 2016 avec le club voisin de l'Association Sportive Gignacaise et devient le Marignane Gignac Football Club. En 2022, il fusionne de nouveau avec le Football Club Côte Bleue, club de National 3, et devient le Marignane-Gignac-Côte Bleue Football Club.
Le club évolue en National 2 pendant la saison 2024-2025. L'équipe fanion, qui joue au stade Saint-Exupéry, est entraînée par Brahim Hemdani.
Marignane-Gignac est relégué administrativement en Régional 1 en 2025.

## Histoire
| Union Sportive de Marignane (1924 - 2016)    | Union Sportive de Marignane (1924 - 2016)    | Union Sportive de Marignane (1924 - 2016)    | Union Sportive de Marignane (1924 - 2016)    | Union Sportive de Marignane (1924 - 2016)               | Union Sportive de Marignane (1924 - 2016)    |  |  | Association Sportive Gignacaise (1931 - 2016) | Association Sportive Gignacaise (1931 - 2016) | Association Sportive Gignacaise (1931 - 2016) | Association Sportive Gignacaise (1931 - 2016) | Association Sportive Gignacaise (1931 - 2016) | Association Sportive Gignacaise (1931 - 2016) |  |  |  |  |  |  |  |  |  |  |  |  |
| Union Sportive de Marignane (1924 - 2016)    | Union Sportive de Marignane (1924 - 2016)    | Union Sportive de Marignane (1924 - 2016)    | Union Sportive de Marignane (1924 - 2016)    | Union Sportive de Marignane (1924 - 2016)               | Union Sportive de Marignane (1924 - 2016)    |  |  | Association Sportive Gignacaise (1931 - 2016) | Association Sportive Gignacaise (1931 - 2016) | Association Sportive Gignacaise (1931 - 2016) | Association Sportive Gignacaise (1931 - 2016) | Association Sportive Gignacaise (1931 - 2016) | Association Sportive Gignacaise (1931 - 2016) |  |  |  |  |  |  |  |  |  |  |  |  |
|                                              |                                              |                                              |                                              |                                                         |                                              |  |  |                                               |                                               |                                               |                                               |                                               |                                               |  |  |  |  |  |  |  |  |  |  |  |  |
| Marignane Gignac Football Club (2016 - 2022) | Marignane Gignac Football Club (2016 - 2022) | Marignane Gignac Football Club (2016 - 2022) | Marignane Gignac Football Club (2016 - 2022) | Marignane Gignac Football Club (2016 - 2022)            | Marignane Gignac Football Club (2016 - 2022) |  |  | Football Club Côte Bleue (1996 - 2022)        | Football Club Côte Bleue (1996 - 2022)        | Football Club Côte Bleue (1996 - 2022)        | Football Club Côte Bleue (1996 - 2022)        | Football Club Côte Bleue (1996 - 2022)        | Football Club Côte Bleue (1996 - 2022)        |  |  |  |  |  |  |  |  |  |  |  |  |
| Marignane Gignac Football Club (2016 - 2022) | Marignane Gignac Football Club (2016 - 2022) | Marignane Gignac Football Club (2016 - 2022) | Marignane Gignac Football Club (2016 - 2022) | Marignane Gignac Football Club (2016 - 2022)            | Marignane Gignac Football Club (2016 - 2022) |  |  | Football Club Côte Bleue (1996 - 2022)        | Football Club Côte Bleue (1996 - 2022)        | Football Club Côte Bleue (1996 - 2022)        | Football Club Côte Bleue (1996 - 2022)        | Football Club Côte Bleue (1996 - 2022)        | Football Club Côte Bleue (1996 - 2022)        |  |  |  |  |  |  |  |  |  |  |  |  |
|                                              |                                              |                                              |                                              |                                                         |                                              |  |  |                                               |                                               |                                               |                                               |                                               |                                               |  |  |  |  |  |  |  |  |  |  |  |  |
|                                              |                                              |                                              |                                              | Marignane-Gignac-Côte Bleue Football Club (depuis 2022) |                                              |  |  |                                               |                                               |                                               |                                               |                                               |                                               |  |  |  |  |  |  |  |  |  |  |  |  |

### Les débuts (1924-1945)
| \| Marignane \| Localisation de la ville de Marignane |
| Marignane                                             |

Le 6 juin 1924, de jeunes marignanais souhaitant pratiquer le football, sport qui commençait à attirer les foules, vont créer l'Union Sportive de Marignane. C'est M. Tardieu qui fut le premier président de l'USM, avec comme autres dirigeants messieurs Bernard, Bizien, Delrey, Roubieu, Gide, Guzzo, Rolland et Balfagon. L'USM a évolué jusqu'en 1936 tout d'abord au stade Paul-Chagnaud, un stade rudimentaire localisé à proximité de l'avenue Marius Ruinat. Ce n'est qu'en 1949 que le stade où évolue actuellement les Aviateurs de l'USM, le stade Saint-Exupéry, voit le jour.

### Premiers succès (1945-1965)
Le club monte rapidement les échelons au fil des saisons et participe lors de la saison 1945-1946 à sa première finale de coupe de Provence à Mallemort face à Canet-sport. Le club remporte le groupe B de Promotion d'Honneur à l'issue de la saison 1953-1954. Par la suite, en 1960, l'USM parvient au 8e tour de la Coupe de France puis devient de nouveau champion de Promotion d'Honneur (groupe A) en 1965.

### Passage éphémère en Division 2 (1965-1966)
Lors de la saison 1965-1966, le club adopte le statut professionnel en accédant à la Division 2 au printemps 1965 pour la première fois depuis sa fondation. La raison de ce choix de la Ligue de football s'explique par le fait que l'USM est le seul club amateur du Sud-Est à disposer d'installations permettant de disputer des rencontres en nocturne à l'époque. La saison est cependant décevante et le club termine dernier de D2. Toutefois, l'USM découvre pour la première fois les 32es de finale de la Coupe de France et s'incline face à l'AS Cannes (D1). Il abandonne son statut professionnel et retrouve les compétitions régionales amateurs.

### Le monde amateur (1966-1972)
En 1968 et 1969, le club remporte son groupe de Division d'Honneur. La formation marignanaise découvre ainsi le championnat de France amateurs en 1969. Intégré dans le groupe Sud, le club termine à une honorable 4e place pour sa première saison en CFA, ce qui aurait pu lui permettre d'accéder au nouveau Championnat National (D2). Cependant, d'autres clubs sont préférés à Marignane par la FFF. L'équipe décroche la 5e place du groupe Sud-Est de CFA la saison suivante suivante. 
En 1971, le championnat de France de football de Division 3 succède au CFA. Marignane intègre ce championnat mais est relégué en DH dès la saison 1971-1972.

### Retour au niveau régional (1972-2004)
Relégué en Division d'Honneur, le club stagne au niveau régional. S'il est proche à plusieurs reprises de décrocher la montée, notamment en 1973, 1982 et 1983 où il finit second de DH, Marignane connaît également de nombreuses difficultés. En 1976, il est rétrogradé administrativement en PHA Provence, la septième division. Marignane remonte alors la pente pour retrouver la DH en 1981. L'USM ne se maintient pas longtemps à ce niveau et descend en DHR en 1984, puis retrouve le championnat de PHA Provence en 1988.
Il faut attendre la saison 1997-1998 pour que l'USM retrouve un championnat national, le CFA 2 (D5). Après trois saisons à ce niveau, le club descend de nouveau en Division d'Honneur de la Ligue de la Méditerranée de football. Cette fois-ci, Marignane ne s'éternise pas en DH et remonte en CFA 2 après trois saisons.

### Stabilisation au niveau national (depuis 2004)
Lors de la saison 2006-2007, le club arrache la 2e place de CFA 2 qui permet d'accéder en CFA. La saison suivante, Marignane réussit l'exploit d'éliminer l'AC Ajaccio (Ligue 2), lors du 8e tour de la Coupe de France. Le club s'offre ainsi une qualification historique en 32e de finale, la troisième de son histoire. Le club provençal affronte alors un autre club de la région, l'AC Arles, qui évolue en National. Les Marignanais sont éliminés aux tirs au but après la prolongation. 
Pendant dix ans, entre 2007 et 2017, le club provençal stagne au classement de CFA en terminant systématiquement entre la 5e place et la 14e place.
Lors de l'été 2016, l'US Marignane fusionne avec l'AS Gignac pour devenir le Marignane Gignac FC. Avec une équipe fanion en N2, une équipe réserve au plus haut niveau de ligue R1, les U15, U17 et U19 en ligue, plus de 50 équipes et plus de 800 licenciés, le MGFC est l'un des plus importants clubs amateurs de la Ligue de la Méditerranée. Le club termine la saison 2016-2017 à la 8e place de son groupe de CFA et assure son maintien.
Il faut attendre la saison 2017-2018 pour que les hommes de Patrice Eyraud terminent à la première place du groupe A de National 2 à égalité de points avec le voisin du SC Toulon mais avec une meilleure différence de buts particulière. Cette saison réussie est notamment due aux 20 buts inscrits en championnat par l'attaquant français Alexandre Ramalingom. Le club provençal effectue ainsi son retour au troisième niveau.
Le club redescend en National 2 dès la saison suivante. Cependant, l'équipe, toujours entraînée par Patrice Eyraud, atteint les 16es de finale de la Coupe de France pour la première fois de son histoire. Après avoir éliminé Clermont (Ligue 2) en 32e de finale, Marignane est éliminé par l'IC Croix, équipe de National 2, au stade Saint-Exupéry. 
Le 1er juillet 2022, le Marignane Gignac FC fusionne avec le FC Côte Bleue et devient le Marignane-Gignac-Côte Bleue FC (MGCB FC). La première saison sous son nouveau nom s'avère être heureuse pour le club puisque Marignane remporte le championnat de France de National 2. En décembre 2023, le club marignanais est sauvé du dépôt de bilan par l'homme d'affaires français Aliaume Gonthier. Ce dernier apporte 400 000 euros et prend la présidence du club.

## Identité

### Couleurs
L'US Marignane évoluait en jaune et bleu et l'AS Gignac-la-Nerthe évoluait en rouge et blanc. À la suite de la fusion des deux clubs en 2016, les différentes équipes du club arborent les couleurs bleu et rouge.

### Logos

Ancien blason de l'US Marignane
Logo de l'US Marignane jusqu'en 2016
Logo de l'AS Gignac jusqu'en 2016
Logo du MGFC entre 2016 et 2022
Logo du FC Côte Bleue jusqu'en 2022
Logo du club depuis 2022

Le logo du club reprend un phénix, en référence au surnom du club.

## Palmarès et résultats

### Palmarès
Le tableau suivant récapitule les performances du club dans les diverses compétitions françaises.
| Compétitions nationales | Compétitions régionales                                                                                               |
| --- | --- |
| - Championnat de France de National 2 (D4) - Champion : 2023 - Vainqueur de groupe : 2018 et 2023 Coupes - Coupe de France - Meilleure performance : 16e de finale en 2019 | - Division d'Honneur Méditerranée - Champion : 2004 - Division d'Honneur Sud-Est - Vainqueur de groupe : 1968 et 1969 |

### Bilan sportif
| Saisons   | Championnat        | Place | Points | J  | V  | N  | D  | BP | BC | Diff | Coupe de France |
| --------- | ------------------ | ----- | ------ | -- | -- | -- | -- | -- | -- | ---- | --------------- |
| 1995-1996 | Division d'Honneur | 4     | 57     | 22 | 10 | 5  | 7  | 42 | 23 | +19  | 6e tour         |
| 1996-1997 | Division d'Honneur | 7     | 45     | 20 | 8  | 1  | 11 | 18 | 31 | -13  |                 |
| 1997-1998 | Division d'Honneur | 2     | 58     | 22 | 11 | 6  | 5  | 34 | 25 | +9   |                 |
| 1998-1999 | CFA 2 (gr. E)      | 8     | 72     | 30 | 12 | 6  | 12 | 45 | 47 | -2   |                 |
| 1999-2000 | CFA 2 (gr. E)      | 11    | 66     | 30 | 9  | 9  | 12 | 40 | 49 | -9   | 32e de finale   |
| 2000-2001 | CFA 2 (gr. E)      | 14    | 62     | 30 | 8  | 8  | 14 | 35 | 43 | -8   | 7e tour         |
| 2001-2002 | Division d'Honneur | 10    | 58     | 26 | 7  | 11 | 8  | 33 | 27 | +6   |                 |
| 2002-2003 | Division d'Honneur | 7     | 63     | 28 | 9  | 8  | 11 | 32 | 37 | -5   |                 |
| 2003-2004 | Division d'Honneur | 1     | 75     | 26 | 14 | 8  | 4  | 51 | 19 | +32  |                 |
| 2004-2005 | CFA 2 (gr. E)      | 11    | 68     | 30 | 10 | 8  | 12 | 44 | 39 | +5   |                 |
| 2005-2006 | CFA 2 (gr. E)      | 3     | 79     | 30 | 14 | 10 | 6  | 47 | 33 | +14  |                 |
| 2006-2007 | CFA 2 (gr. D)      | 2     | 92     | 30 | 18 | 8  | 4  | 54 | 30 | +24  |                 |
| 2007-2008 | CFA (gr. C)        | 5     | 85     | 34 | 14 | 9  | 11 | 41 | 32 | +9   | 32e de finale   |
| 2008-2009 | CFA (gr. B)        | 13    | 74     | 34 | 9  | 13 | 12 | 27 | 31 | -4   | 5e tour         |
| 2009-2010 | CFA (gr. B)        | 7     | 82     | 34 | 13 | 10 | 11 | 33 | 38 | -5   | 8e tour         |
| 2010-2011 | CFA (gr. B)        | 14    | 74     | 34 | 10 | 10 | 14 | 28 | 36 | -8   | 8e tour         |
| 2011-2012 | CFA (gr. C)        | 14    | 75     | 34 | 11 | 8  | 15 | 40 | 53 | -13  | 5e tour         |
| 2012-2013 | CFA (gr. C)        | 6     | 83     | 34 | 12 | 13 | 9  | 40 | 34 | +6   | 5e tour         |
| 2013-2014 | CFA (gr. C)        | 10    | 63     | 28 | 10 | 5  | 13 | 29 | 35 | -6   | 5e tour         |
| 2014-2015 | CFA (gr. C)        | 5     | 75     | 30 | 11 | 12 | 7  | 35 | 25 | +10  | 5e tour         |
| 2015-2016 | CFA (gr. C)        | 6     | 65     | 28 | 10 | 7  | 11 | 32 | 39 | -7   | 6e tour         |
| 2016-2017 | CFA (gr. D)        | 8     | 40     | 30 | 10 | 10 | 10 | 47 | 45 | +2   | 6e tour         |
| 2017-2018 | National 2 (gr. A) | 1     | 57     | 30 | 17 | 6  | 7  | 39 | 25 | +14  | 4e tour         |
| 2018-2019 | National           | 16    | 34     | 34 | 8  | 10 | 16 | 31 | 43 | -12  | 16e de finale   |
| 2019-2020 | National 2 (gr. D) | 13    | 22     | 21 | 5  | 7  | 9  | 19 | 23 | -4   | 5e tour         |
| 2020-2021 | National 2 (gr. C) | 15    | 6      | 9  | 1  | 3  | 5  | 9  | 19 | -10  | 4e tour         |
| 2021-2022 | National 2 (gr. C) | 12    | 37     | 30 | 10 | 7  | 13 | 29 | 35 | -6   | 6e tour         |
| 2022-2023 | National 2 (gr. C) | 1     | 56     | 30 | 16 | 8  | 6  | 37 | 23 | +14  | 4e tour         |
| 2023-2024 | National           | 16    | 37     | 34 | 9  | 10 | 15 | 37 | 50 | -13  | 6e tour         |

| Promu | Relégué |

## Personnalités

### Présidents
Le tableau suivant présente la liste des présidents du club.
| Nom                  | Période   |
| -------------------- | --------- |
| Jean Hatte           | 1946      |
| Jean Forestier       | 1947      |
| Albert Vian          | 1948      |
| M. Brumenfeld        | 1949-1953 |
| Romain Sorrentino    | 1953      |
| Narcisse Borrini     | 1954-1963 |
| Émile Roux           | 1964-1966 |
| M. Cuklen            | 1966-1967 |
| Pierre Mayan         | 1967-1968 |
| M. Andre             | 1969      |
| M. Royo Pierre Mayan | 1969-1972 |
| M. Moutet            | 1972-1973 |
| M. Moncho            | 1973-1975 |

| Nom                                                | Période               |
| -------------------------------------------------- | --------------------- |
| M. Coulomb                                         | 1976                  |
| Jean-François Reig                                 | 1976-1978             |
| M. Cavaglia                                        | 1978-1980             |
| André Carletti                                     | 1980-1985             |
| M. Leroy                                           | 1985-1986             |
| Claude Bringand                                    | 1985-1995             |
| Raymond Leclerc                                    | 1996-1997             |
| André Lanfranchi                                   | 1997-1999             |
| Hervé Pasco                                        | 2000-2008             |
| Patrick Viloria Marc Vicendone                     | 2009-2011             |
| Marc Vicendone                                     | 2012-2016             |
| Marc Vicendone Michel Leonardi Christophe Celdran. | depuis 2016 2022-2023 |

### Entraîneurs
Le tableau suivant présente la liste des entraîneurs du club.
| Nom                  | Période             |
| -------------------- | ------------------- |
| Laurens Deleuil      | 1965-1966           |
| Pierre Mélikian      | 1971-1973           |
| Yves Michel          | 1975-1978           |
| Léon Galli           | 1989-1992           |
| Richard Poggi        | 1992-1993           |
| Léon Galli           | 1993-1996           |
| Christian Poussardin | 1999-2001           |
| Thierry Falzon       | août 2001-déc. 2001 |
| Lionel Falzon        | déc. 2001-2002      |

| Nom                | Période        |
| ------------------ | -------------- |
| Bernard Rodriguez  | 2003-2004      |
| Gérard Fiaschetti  | 2004-2005      |
| Christian Dalger   | 2006-2008      |
| Yves Macca         | 2008-2009      |
| Léon Galli         | 2009-déc. 2010 |
| Max Valentin       | déc. 2010-2012 |
| Christian Dalger   | 2012-déc. 2013 |
| Franck Priou       | déc. 2013-2014 |
| Patrice Eyraud     | 2014-déc. 2020 |
| Christian Delachet | déc. 2020-2022 |
| Brahim Hemdani     | depuis 2022    |

## Structures

### Stade
L'équipe fanion évolue au stade Saint-Exupéry situé à Marignane. Le stade dispose d'un gazon naturel, d’un éclairage, de quatre vestiaires et d’une tribune de 500 places.

### Formation
Plusieurs joueurs ayant fait une carrière en professionnels ont été formés par le club comme l'arrière Victor Mosa, le gardien international Georges Carnus, le buteur Franck Priou, Riad Nouri ou encore Salim Arrache.

### Éléments comptables
Le tableau ci-dessous résume les différents budgets prévisionnels du club marignanais saison après saison.
| Saison | 2016-2017 | 2017-2018 | 2018-2019 | 2019-2020 |
| Budget | 900 000€  | N.C       | 1,4 M€    | N.C       |